# Korherr-Bericht
Der Korherr-Bericht ist ein Bericht, der statistische Angaben über die „Endlösung der Judenfrage“ enthält. Er war als Geheime Reichssache gekennzeichnet. Der Bericht wurde im Auftrag Heinrich Himmlers von Richard Korherr, Leiter der Statistischen Abteilung im SS-Hauptamt, zusammengestellt und ist in zwei unterschiedlichen Fassungen vom 23. März 1943 und vom 19. April 1943 erhalten. Überliefert ist dazu eine Anweisung Himmlers zur Sprachregelung, um die schon als euphemistisch entlarvte Tarnbezeichnung „Sonderbehandlung“ im Bericht durch eine andere zu ersetzen.

## Entstehung
Nach eigenen Angaben hatte Adolf Eichmann selbst im August 1942 Himmler zunächst mündlich, am 15. Dezember 1942 dann schriftlich einen „Tätigkeits- und Lagebericht 1942 über die Endlösung der europäischen Judenfrage“ geliefert. Dieser Bericht ist nicht erhalten. Himmler war offenbar unzufrieden und beschwerte sich am 18. Januar 1943:

„Das Reichssicherheitshauptamt selbst hat […] auf diesem Gebiet keine statistischen Arbeiten mehr zu leisten, denn die bisherigen statistischen Unterlagen entbehren der fachlichen Genauigkeit.“

Am gleichen Tage wurde Korherr als „Inspekteur des Reichsführers-SS für Statistik“ schriftlich beauftragt, einen Bericht über die „Endlösung der Judenfrage“ anzufertigen; zugleich wurde ihm zugesichert, das Reichssicherheitshauptamt (RSHA) werde ihm alle „notwendigen und gewünschten Unterlagen“ zur Verfügung stellen.
Am 23. März 1943 schickte Korherr einen sechzehn Seiten umfassenden Bericht an Rudolf Brandt, den persönlichen Referenten Himmlers. Am 9. April 1943 schrieb Himmler an Ernst Kaltenbrunner, er halte diesen Bericht „als Material für spätere Zeiten, und zwar zu Tarnungszwecken für recht gut. Im Augenblick darf er weder veröffentlicht noch weitergegeben werden.“ Am gleichen Tag überreichte Bürochef August Meine persönlich ein auf den 10. April 1943 datiertes Schreiben Brandts an Korherr, in dem es heißt:

„Der Reichsführer SS hat Ihren statistischen Bericht über ‚Die Endlösung der europäischen Judenfrage‘ erhalten. Er wünscht, dass an keiner Stelle von ‚Sonderbehandlung der Juden‘ gesprochen wird. Auf Seite 9, Punkt 4, muß es folgendermaßen heißen:

‚Transportierung von Juden aus den Ostprovinzen nach dem russischen Osten:

Es wurden durchgeschleust durch die Lager im Generalgouvernement ...

durch die Lager im Warthegau ...............‘

Eine andere Formulierung darf nicht genommen werden. Ich sende das vom Reichsführer-SS bereits abgezeichnete Exemplar des Berichtes zurück mit der Bitte, diese Seite 9 entsprechend abzuändern und es wieder zurückzusenden.“

Himmler hatte Korherr zudem am 1. April 1943 den Auftrag erteilt, eine Kurzfassung seines Berichts „zur Vorlage an den Führer“ anzufertigen. Am 19. April 1943 schickte Korherr einen sechseinhalb Seiten langen Kurzbericht mit Begleitschreiben an Rudolf Brandt.  Wahrscheinlich wurde diese Fassung im RSHA auf einer Schreibmaschine mit Großtypen abgeschrieben und Hitler zugeleitet. Nach Angaben von Adolf Eichmann soll dieses Exemplar mit dem Vermerk „Führer hat Kenntnis genommen, vernichten, H.H.“ zurückgekommen und vernichtet worden sein.

## Inhalt der Langfassung
Die auf den 23. März 1943 datierte sechzehnseitige Langfassung des Korherr-Berichts beginnt mit einer längeren Vorbemerkung, die auf die Schwierigkeiten bei der zahlenmäßigen Erfassung der Juden hinweist. Für die „Judenbilanz in Deutschland“ verbucht der Bericht, dass von den im Jahre 1933 für das Altreich geschätzten 561.000 Juden zum Stichtag Ende 1942 nur noch 51.327 dort wohnten. Im dritten Kapitel mit der Überschrift „Jüdische Volksschwäche“ weist er auf die Überalterung und den Sterbeüberschuss der in Deutschland verbliebenen Juden hin; so waren 1942 nur 239 Geburten, aber 7.657 Sterbefälle zu verzeichnen. Es folgen Angaben über Zahlen und Zielländer der zur Auswanderung genötigten deutschen Juden.
Das fünfte Kapitel des Berichts trägt die Überschrift „Die Evakuierung der Juden“, womit die Deportationen in die Ghettos und die Vernichtungslager gemeint waren. Korherr stützt sich auf Angaben des Reichssicherheitshauptamtes und nennt Zahlen für das Reichsgebiet, die nach dem Überfall auf Polen neuerworbenen Ostgebiete und für den deutschen Macht- und Einflussbereich in Europa bis zum 31. Dezember 1942.
Weisungsgemäß hatte Korherr auf Seite 9 unter Punkt 4 die ursprünglich gewählte Bezeichnung „Sonderbehandlung“ ersetzt, so dass es dort heißt:
4. Transportierung von Juden aus den Ostprovinzen nach dem russischen Osten: 1.449.692 – Es wurden durchgeschleust durch die Lager im Generalgouvernement 1.274.166 Juden […]
Allerdings übersah Korherr offenbar, dass auch auf der Seite 10 das Tarnwort nochmals vorkommt, so dass dort unverändert stehen blieb:
„Evakuierungen insgesamt (einschl. Theresienstadt und einschl. Sonderbehandlung) … 1.873.549 Juden.“
In weiteren Kapiteln werden Zahlenangaben für Juden in den Ghettos (Tarnbezeichnung für Sammel-KZ), Juden in den Konzentrationslagern und Juden in Justizvollzugsanstalten aufgelistet. Für den kriegswichtigen Arbeitseinsatz waren zu Beginn des Jahres 1943 im Reichsgebiet 185.776 Juden tätig, die größtenteils in Arbeitslagern oder bei der Organisation Schmelt kaserniert waren.
Abschließend zieht der Bericht eine „Europäische Judenbilanz“ und kommt zum Schluss, dass das europäische Judentum seit 1933 bald die Hälfte seines Bestandes von 10 Millionen Personen verloren habe. Dies sei teils auf Auswanderung, teils auf Sterbeüberschuss und, seit dem Verbot der jüdischen Auswanderung vom 18. Oktober 1941, vor allem in den völkisch stärkeren Ostgebieten auf „Evakuierungen“ zurückzuführen. Dabei seien die sowjetrussischen  Juden in den besetzten Ostgebieten nur zum Teil erfasst und diejenigen im übrigen europäischen Russland gar nicht mitgezählt worden.

## Kurzfassung
Bei der Kurzfassung vom 19. April 1943, die Hitler vorgelegt wurde, sind zwei inhaltliche Änderungen bemerkenswert.
Die Zahlen für das „Altreich“ wurden über den Stichtag hinaus fortgeschrieben und berücksichtigen damit die Deportationen anlässlich der Fabrikaktion, bei der auch zahlreiche Berliner Juden „untertauchten“:
„Die Judenzahl des Altreichs hat sich inzwischen weiter von 51.327 am 31.12.1942 auf 31.910 am 1.4.1943 vermindert. […] Außerdem dürfte in der Aufstellung noch eine größere Anzahl von Juden mitgezählt sein, die schließlich als unauffindbar abgeschrieben werden müssen, wie es auch bei jedem Einwohnerkataster immer wieder vorkommt. Der Bestand der Juden im alten Reichsgebiet (ohne Ostgebiete) nähert sich seinem Ende.“
Die von Himmler beanstandete Bezeichnung „Sonderbehandlung“ wird in der Kurzfassung, dem „gekürzten Bericht zur Vorlage an den Führer mit eindeutiger Bilanz“, gänzlich ausgespart.
Allerdings wird durch die Schlusssätze deutlich, dass bis März 1943 rund ein Viertel aller europäischen Juden „verloren“ gegangen, nämlich ermordet worden war:
„Insgesamt dürfte das europäische Judentum seit 1933, also im ersten Jahrzehnt der nationalsozialistischen Machtentfaltung, bald die Hälfte seines Bestandes verloren haben. Davon ist wieder nur etwa die Hälfte, also ein Viertel des europäischen Gesamtbestandes von 1937, den anderen Erdteilen zugeflossen.“

## Zuverlässigkeit der Zahlen
Das Standardwerk „Dimensionen des Völkermords“ bezieht sich mehrfach auf Korherrs Angaben, die als wichtige Anhaltspunkte für die Berechnung der Gesamtzahl der jüdischen Opfer dienen. Dass bis März 1943 mindestens zweieinhalb Millionen Juden ermordet worden waren, war danach Stand der Forschung.
Neue Forschungserkenntnisse lassen diese Zahl jedoch als zu niedrig erscheinen. Dieter Pohl hält die im Korherr-Bericht enthaltenen Opferzahlen für die Ukraine für deutlich zu gering. Pohl macht geltend, dass das RSHA erst am 4. Juli 1942 die monatliche Meldepflicht für Exekutionen der Einsatzgruppen anordnete. Daher konnte Korherr keinen Überblick gewinnen und die vorher ermordeten 324.000 einheimischen Juden blieben im Bericht unberücksichtigt. Auch Raul Hilberg weist darauf hin, dass in der Aufstellung jüdische Opfer fehlen, die in Südrussland unter Verantwortung von Hans-Adolf Prützmann noch im Jahre 1942 erschossen wurden. Er beziffert diese auf mehr als 363.000 Personen.
Die im Korherr-Bericht ausgewiesene Summe von 1.274.166 Opfern aus dem Generalgouvernement stimmt mit den Angaben aus dem sogenannten Höfle-Telegramm überein: Dieser Funkspruch wurde am 11. Januar 1943 vom britischen Geheimdienst mitgeschnitten, jedoch erst 2001 in seinem Bedeutungszusammenhang erkannt und in einer Fachzeitschrift veröffentlicht.

## Deutungen
Geschichtsrevisionisten wie David Irving, die Adolf Hitler vom Vorwurf freisprechen wollen, ein Initiator und Verantwortlicher des Völkermordes gewesen zu sein, argumentieren damit, Himmler habe das Wort „Sonderbehandlung“ streichen lassen, um Hitler im Unklaren über den Judenmord zu lassen. Der Historiker Gerald Fleming nennt dagegen den Vorgang ein „zynisches und grausam-naives Tarnungsspiel“ und stellt heraus:
„Selbstverständlich durfte der erste Mann im Reich, der Staatsführer Adolf Hitler, nach außen hin durch das … verräterische Wort ‚Sonderbehandlung‘ unter keinen Umständen mit dem Makel eines so ungeheuren Verbrechens behaftet und belastet werden.“
Ian Kershaw spricht von einem „Tabu“, in Hitlers Umgebung unverblümt vom Massenmord an den Juden zu sprechen, und führt mehrere Quellen an, die Hitlers Kenntnis und Billigung des Holocausts belegen. Kershaw schreibt zum Korherr-Bericht:
„Die Tarnsprache diente hier einem spezifischen Zweck. Hitler würde verstehen, was gemeint war, und die Leistungen des Reichsführers SS anerkennen.“
Raul Hilberg glaubt, dass der Bericht im Zusammenhang mit den widerstreitenden Bedürfnissen und Wünschen der Rüstungsindustrie und Kriegsproduktion steht. Albert Speer und General Friedrich Fromm wandten sich Ende 1942 beschwerdeführend an Hitler selbst, da ihnen für kriegswichtige Aufgaben benötigte jüdische Zwangsarbeiter entzogen wurden. Himmler wollte sich dagegen mit seiner „Leistungsbilanz“ bei der „Endlösung der Judenfrage“ wappnen, die er verschlüsselt darstellen ließ.
Saul Friedländer hält diesen Zusammenhang für wenig einleuchtend. Für ihn steht Himmlers Absicht im Vordergrund, angesichts schwerer Rückschläge im Kriege seinen Führer durch einen Bericht zu erfreuen, der den Vernichtungsfeldzug gegen die Juden und ihre fast vollständige Vertreibung aus dem deutschen Reich dokumentierte:
„Ob der ‚Führer‘ beim Lesen Befriedigung zeigte oder ob er ungeduldig war, weil es mit den Tötungen so langsam voranging, wissen wir nicht. […] Die so vorgestellte Szene – die in jedem Fall so stattgefunden hat – sagt mehr über das Regime und seinen Messias als viele abstrakte Abhandlungen.“